# Francesco Quintini
Francesco Quintini (Roma, 27 maggio 1952) è un allenatore di calcio ed ex calciatore italiano, di ruolo portiere.

## Carriera

Quintini alla Roma nel 1976

Esordì in Serie A con la Roma nella stagione 1971-1972 come terzo portiere dietro Alberto Ginulfi e Giovanni De Min, in seguito all'infortunio del primo. In quell'anno contese ad Angelo Colombo del Verona la palma del portiere più basso del torneo con i suoi 168 cm di altezza, che se da un lato gli danno una straordinaria reattività, che gli consente di dar luogo a balzi da pantera (e che colpiscono non poco l'immaginario dei tifosi), dall'altro sono un handicap non da poco sui tiri alti e angolati, nonché nelle uscite, ove però cerca di rimediare con pugni vigorosi e ben assestati.
Nella Roma giocò solo 9 partite dal 1971 al 1977. La prima fu Roma-Bologna, a soli 19 anni, in cui fu autore di un'ottima prestazione. Quintini fu il portiere più basso della storia della Roma, e probabilmente fu proprio la sua altezza che gli precluse la possibilità di una carriera a livelli alti.
Allenatore e Dirigente
Dopo qualche altro anno da professionista concluse la propria carriera agonistica e intraprese l'attività di allenatore delle giovanili: per nove anni, fino al 1994 (quindi dal 1985) allena i giovani portieri romanisti, tra cui Marco Amelia, Marco Storari, Gianluca Curci, ecc., prima di seguire l'ex compagno Mauro Sandreani al Padova e al Ravenna (e probabilmente anche al Torino ) anche nel ruolo dello scouting. È stato anche a Cagliari. Ha proseguito la carriera nelle serie minori, infatti nel 1999 e nel 2002 allena l'Ostia Mare e il Civita Castellana entrambe in Eccellenza,dal 2011 al 2018 allena gli esordienti della Romulea, società calcistica storica di Roma, del quartiere San Giovanni; mentre nel 2013 è preparatore dei portieri del Grifone Monteverde. Nel 2016 allena le giovanili del Futbol Club.Dal 2019 fa parte della dirigenza del Monte Mario , nel 2020 dirige la scuola calcio dell'Ottavia , nel 2024 è collaboratore tecnico del Montespaccato e membro dello staff tecnico della formazione U15 della  lega dilettanti Lazio.

## Statistiche

### Presenze e reti nei club
| Stagione    | Squadra     | Campionato  | Campionato | Campionato | Coppe nazionali | Coppe nazionali | Coppe nazionali | Coppe continentali | Coppe continentali | Coppe continentali | Altre coppe | Altre coppe | Altre coppe | Totale | Totale |
| Stagione    | Squadra     | Comp        | Pres       | Reti       | Comp            | Pres            | Reti            | Comp               | Pres               | Reti               | Comp        | Pres        | Reti        | Pres   | Reti   |
| ----------- | ----------- | ----------- | ---------- | ---------- | --------------- | --------------- | --------------- | ------------------ | ------------------ | ------------------ | ----------- | ----------- | ----------- | ------ | ------ |
| 1970-1971   | Roma        | A           | 0          | 0          | CI              | 0               | 0               | -                  | -                  | -                  | -           | -           | -           | 0      | 0      |
| 1971-1972   | Roma        | A           | 3          | 1          | CI              | 0               | 0               | -                  | -                  | -                  | CAI         | 3           | 3           | 6      | 4      |
| 1972-1973   | Roma        | A           | 0          | 0          | CI              | 0               | 0               | -                  | -                  | -                  | CAI         | 1           | 2           | 1      | 2      |
| 1973-1974   | Roma        | A           | 2          | 0          | CI              | 0               | 0               | -                  | -                  | -                  | -           | -           | -           | 2      | 0      |
| 1974-1975   | Roma        | A           | 0          | 0          | CI              | 0               | 0               | -                  | -                  | -                  | -           | -           | -           | 0      | 0      |
| 1975-1976   | Roma        | A           | 2          | 0          | CI              | 0               | 0               | CU                 | 0                  | 0                  | -           | -           | -           | 2      | 0      |
| 1976-1977   | Roma        | A           | 2          | 3          | CI              | 0               | 0               | -                  | -                  | -                  | -           | -           | -           | 2      | 3      |
| Totale Roma | Totale Roma | Totale Roma | 9          | 4          |                 | 0               | 0               |                    | 0                  | 0                  |             | 4           | 5           | 13     | -9     |

## Palmarès
- Coppa Anglo-Italiana: 1

Roma: 1972